# 조효진
조효진은 대한민국 의 프로듀서이다.

## 방송
- 2003 - 2007 SBS <X맨> 연출
- 2008 - 2009 SBS <패밀리가 떴다> 시즌1 기획, 연출
- 2010 - 2014 SBS <런닝맨> 기획, 연출
- 2014 - 2015 절강위성 <奔跑吧兄弟(중국판 런닝맨)>시즌1, 2 기획, 연출
- 2015 SBS <인기가요> 연출
- 2015 컴퍼니상상 창립
- 2016 절강위성 <24小时> 기획, 연출
- 2018 넷플릭스 <범인은 바로 너!> 시즌1 기획, 연출
- 2019 넷플릭스 <범인은 바로 너!> 시즌2 기획, 연출
- 2020 넷플릭스 <투게더> 기획, 연출
- 2021 넷플릭스 <범인은 바로 너!> 연출
- 2021 넷플릭스 <신세계로부터> 연출
- 2022 디즈니+ <더 존: 버터야 산다> 연출